# Karl Duschek
Karl Duschek (* 14. März 1947 in Braunschweig; † 1. November 2011 in Stuttgart) war ein deutscher Grafikdesigner, Fachautor für Kunst und visuelle Kommunikation und Verleger. Er war Inhaber und Leiter des Ateliers Stankowski+Duschek sowie Geschäftsführer der Stankowski-Stiftung.

## Leben
Von 1964 bis 1967 erhielt Duschek die Ausbildung zum klassischen Lithografen. Daran schloss sich bis 1972 ein Studium an der Staatlichen Hochschule für Bildende Künste Braunschweig an. Anschließend begann die Zusammenarbeit mit Anton Stankowski, dem Erfinder des Logos der Deutschen Bank, im Grafischen Atelier Stankowski und Partner, später Stankowski+Duschek, in Stuttgart.
Karl Duschek entwickelte dort zum Beispiel das 1993 eingeführte neue Corporate Design der Gruppe Deutsche Börse.
Inhaltlich war Duschek ein Kritiker von „Zeitgeist-Logos“ und sprach sich für eine klare, eindeutige und einfache Markensprache aus. Diesbezüglich ist er in einer Reihe mit Grafikern wie Otl Aicher und Anton Stankowski zu sehen.
Ab 1991 verlegte und gestaltete er die Zeitschrift „eins und …“, „zwei und …“ usw. für Kunst und Gestaltung. Diese Zeitschrift mit einer Produktionszeit von bis zu zehn Jahren verstand sich als Gesamtkunstwerk und befindet sich heute unter anderem im Bestand des Museum of Modern Art und des Centre Pompidou. Die dritte und letzte Ausgabe "...und drei" wurde zwei Tage vor seinem Tod fertiggestellt.
Duschek war Mitglied des Deutschen Werkbundes, der Künstlergruppe Konstruktive Tendenzen und der Gesellschaft für Kunst und Gestaltung, Bonn.
Karl Duschek lebte bis zu seinem Tode in Stuttgart und arbeitete im freien und angewandten Bereich von Kunst und Gestaltung.

## Auszeichnungen
- 1981: Preisträger des 1. Internationalen Farbdesign-Preis, Stuttgart
- 1987: Förderpreis des Landes Niedersachsen „Orientierungssysteme und Corporate Design“, Hochschule für Bildende Künste Braunschweig
- 1990: Preisträger des Museums für Gestaltung, Basel
- 1991: Preisträger der Trophy „Art and Sport“ des Internationalen Olympischen Komitees, Lausanne und Nationalen Olympischen Komitees für Deutschland, Frankfurt.
- 1991: Förderpreis der Stiftung Kunstfonds, Bonn
- 1993: Preis der Stadt Wien für die besten Plakate des Jahres 1992
- 1993: Deutscher Preis für Kommunikationsdesign
- 1994: Auszeichnung Design Center Stuttgart, „Design Auswahl 1994“
- 1994: Preisträger der Edition Esslinger Künstleretikett
- 1998: Preisträger des 18. Kunstwettbewerbs der Kreissparkasse Esslingen-Nürtingen
- 2003: Auszeichnung des Art Directors Club New York
- 2005: Saarländischer Staatspreis für Design